# Green Street
Green Street è una via di Londra, ubicata nel distretto di West Ham nel Borough of Newham.

## Storia

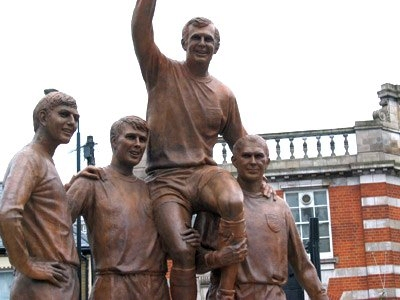
La statua

La via è celebre per aver ospitato lo stadio del West Ham, una delle numerose squadre calcistiche londinesi, il Boleyn Ground, noto anche come Upton Park. Vicino all'intersezione con Barking Road c'è una statua che celebra i calciatori del West Ham che contribuirono a far vincere i Mondiali del '66 alla nazionale inglese: Bobby Moore, Geoff Hurst e Martin Peters. Nel gruppo scultoreo è presente anche il calciatore della nazionale Ray Wilson, che disputò anch'egli tutte le gare di quell'edizione del mondiale compresa la finale. La strada, sede del Queens Road Market, ospita numerosi negozi multietnici, che vendono soprattutto beni dell'Asia Sud-Orientale e, in misura minore, dei Caraibi e dell'Africa.
Green Street è servita dalla stazione della metropolitana di Upton Park, in cui transitano due linee: la Hammersmith & City line e la District Line.

## Influenza culturale
La strada dà il nome al film Green Street (in Italia noto come Hooligans), che narra le vicende di una firm, ovvero un gruppo organizzato di hooligan, del West Ham, la Green Street Elite, allusione alla reale Inter City Firm.